# Хонда, Исиро
Исиро Хонда (яп. 本多猪四郎 Хонда Исиро:,  7 мая 1911, префектура Ямагата — 28 февраля 1993, Токио) — японский кинорежиссёр, специализировался на токусацу, фантастике и фильмах ужасов.

## Биография
Участвовал в японо-китайской войне, побывал в плену. Работал ассистентом режиссёра у Акиры Куросавы на фильме «Бездомный пёс» (1949), в том же году дебютировал как самостоятельный режиссёр. Ему принадлежат несколько фильмов о Годзилле, а также ряд других лент, ставших культовыми (они, среди прочего, рассматриваются Сьюзен Зонтаг в её эссе «Воображая катастрофу», 1965). Устав от режиссуры, Хонда вернулся в команду Куросавы на фильме «Тень воина» (1980), работал на пяти последних лентах мастера и даже снял один эпизод в фильме «Сны» (1990).

## Избранная фильмография
- 1951: Голубая жемчужина/ Aoi shinju
- 1952: Мужчина, который пришел в порт/ Minato e kita otoko
- 1953: Орел тихого океана/Taiheiyô no washi
- 1954: Годзилла/Gojira
- 1955: Чудовищный снежный человек/ Jû jin yuki otoko
- 1956: Молодое дерево / Wakai ki
- 1956: Радон/Sora no daikaijû Radon
- 1957: Мистериане/ Chikyû Bôeigun
- 1958: Водородный человек/ Bijo to Ekitainingen
- 1958: Великий монстр Варан/ Daikaijû Baran
- 1959: Битва в открытом космосе/ Uchû daisensô
- 1960: Газовый человек/ Gasu ningen dai ichigo
- 1961: Мотра/ Mosura
- 1962: Горас/ Yôsei Gorasu
- 1962: Кинг-Конг против Годзиллы/ Kingu Kongu tai Gojira
- 1963: Нападение людей-грибов/ Matango
- 1963: Атрагон: Летающая суперсубмарина/ Kaitei gunkan
- 1964: Годзилла против Мотры/ Mosura tai Gojira
- 1964: Космический монстр Догора/ Uchû daikaijû Dogora
- 1964: Гидора, трёхголовый монстр/ San daikaijû: Chikyû saidai no kessen
- 1965: Франкенштейн против Барагона/ Furankenshutain tai chitei kaijû Baragon
- 1965: Годзилла против Монстра Зеро/ Kaijû daisensô
- 1966: Чудовища Франкенштейна: Санда против Гайры/ Furankenshutain no kaijû: Sanda tai Gaira
- 1967: Побег Кинг-Конга/ Kingu Kongu no gyakushû
- 1968: Годзилла: Парад монстров/ Kaijû sôshingeki
- 1969: Атака Годзиллы/ Gojira-Minira-Gabara: Oru kaijû daishingeki
- 1970: Йог: Монстр из космоса/ Gezora, Ganime, Kameba: Kessen! Nankai no daikaijû
- 1975: Террор Мехагодзиллы/ Mekagojira no gyakushu